# Uber

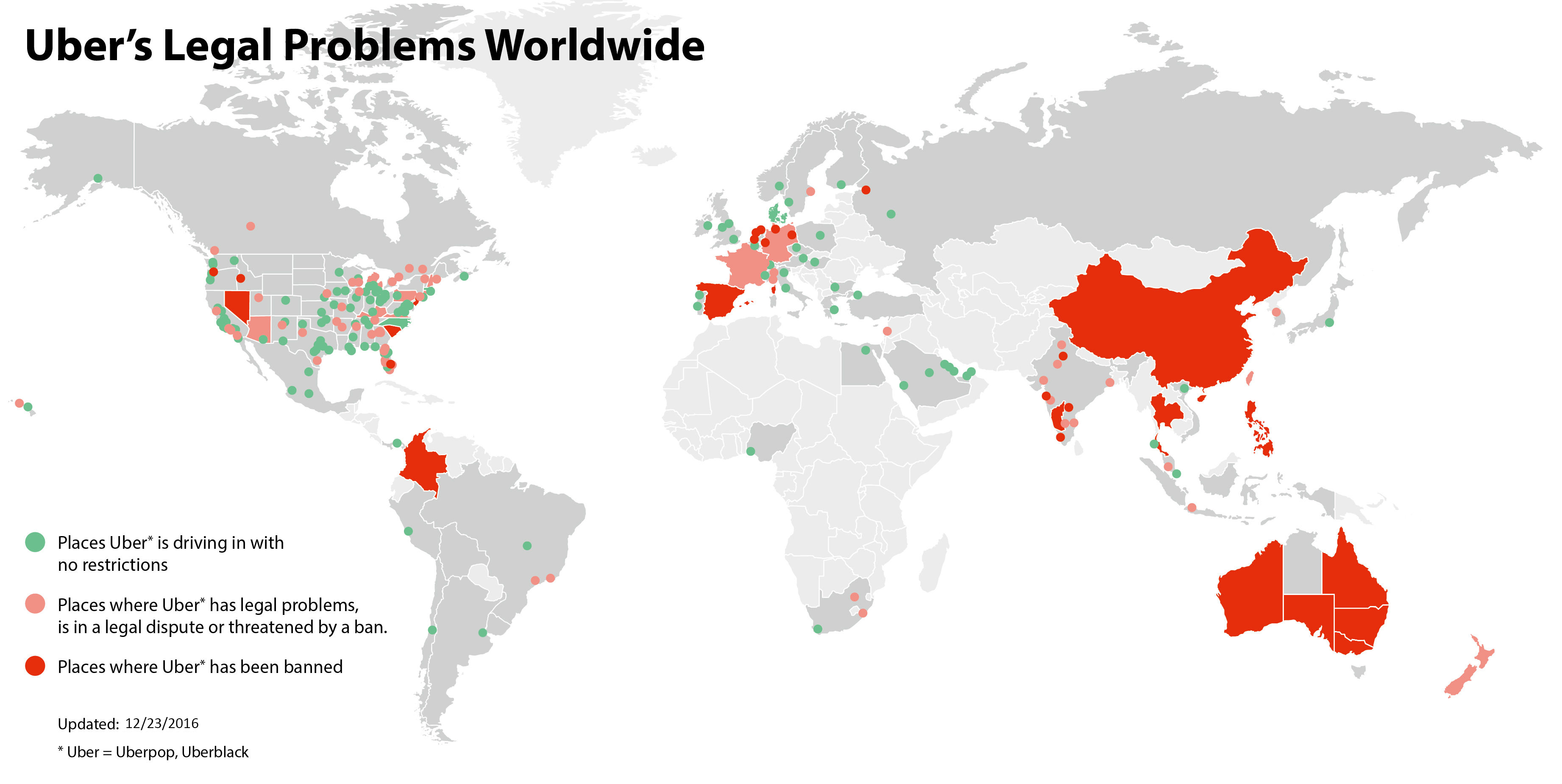

Uber és una empresa emergent finançada per capital de risc amb seu a San Francisco, Califòrnia i fundada per Garrett Camp i Travis Kalanick. L'empresa proporciona als seus clients una xarxa de transport dinàmica a través d'un programari d'aplicació mòbil que connecta passatgers amb conductors de vehicles registrats en el seu servei que ofereixen un servei de transport.
L'usuari pot detectar els conductors anònims a proximitat que s'ofereixen per transportar-lo amb el seu vehicle particular a canvi d'un preu prèviament establert. El pagament es realitza amb targeta de crèdit i Uber s'emporta una comissió del 20% sobre el cost del trajecte.
Els vehicles es reserven mitjançant l'enviament d'un missatge de text o l'ús de l'aplicació mòbil, des d'on es pot seguir la ubicació del vehicle reservat.
Un estudi que analitzà 1.877.252 conductors d'Uber entre gener de 2015 i març de 2017 trobà que les conductores guanyaven 1 dòlar per hora menys que els conductors homes.

## Controvèrsia
S'han produït protestes a diferents ciutats en contra de la competència que suposa el servei d'Uber pels sistemes de transport tradicionals regulats per llei.
L'11 de juny de 2014, en una acció concertada a Barcelona i altres ciutats europees, els taxistes bloquejaren els carrers com a protesta en contra el que perceben com una amenaça contra els seus interessos i futur del sector. Els taxistes argumentaren que Uber i altres serveis basats en aplicacions de telèfons intel·ligents similars tenen un avantatge injust perquè no estan subjectes als mateixos tipus de taxes ni a la reglamentació dels taxis. L'empresa es defensà argumentant que només es limiten a facilitar el contacte entre particulars i que no són una empresa de transports.
Durant el 2014 diversos països com França, Espanya o Tailàndia van prohibir l'ús de l'aplicació, així com ciutats com Nova Delhi o Portland.
El 31 de desembre de 2014 Uber va tancar el seu servei a Espanya, esperant que el tancament no fos definitiu.
Un periodista treballà a Uber com a part de la seua investigació com a observador participant infiltrat i trobà que les condicions de treball eren extremadament dures, sent precàries.